# Museo Teatrale alla Scala

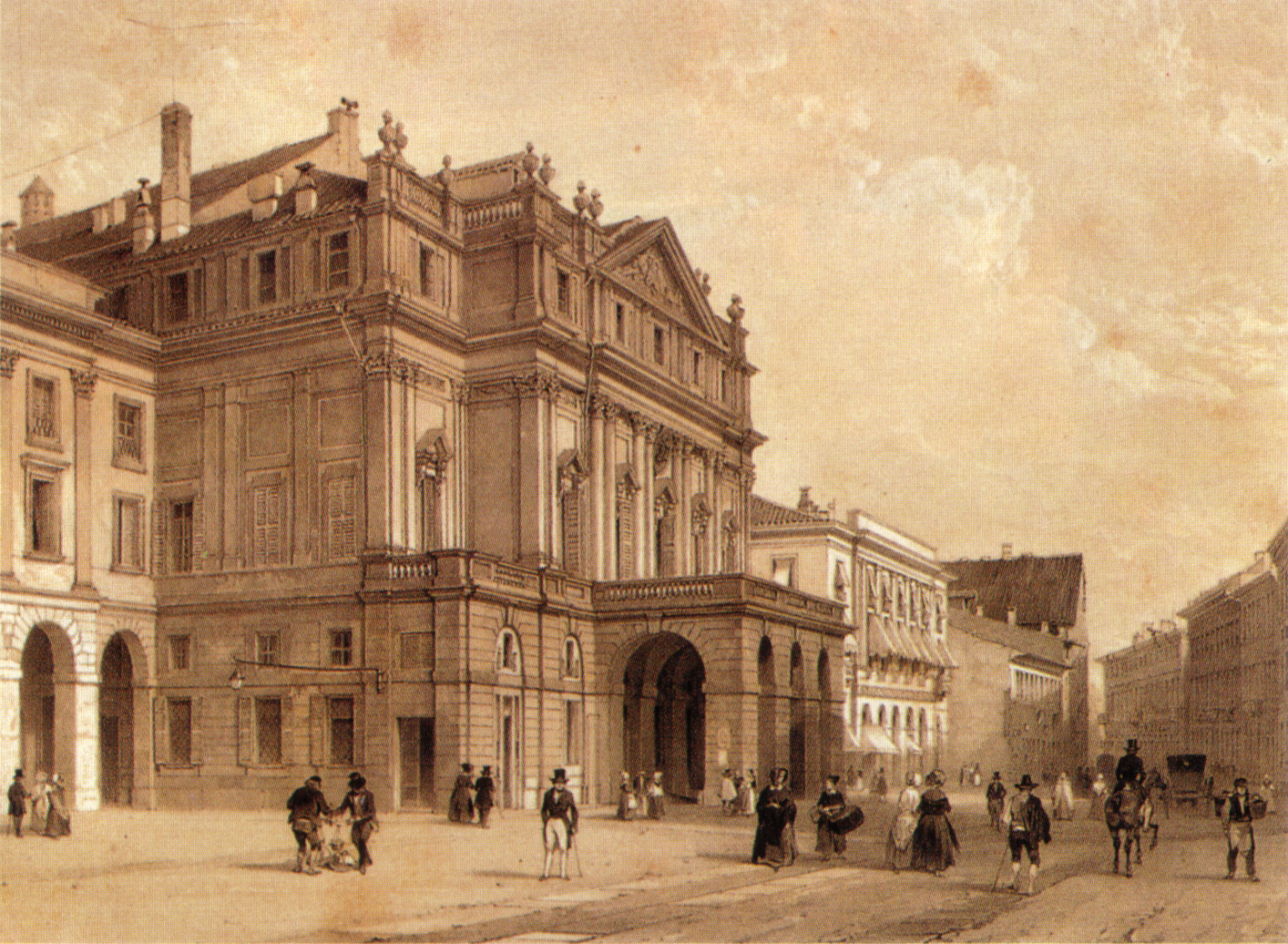
Eine Darstellung des Opernhauses auf der Piazza della Scala aus dem 19. Jahrhundert

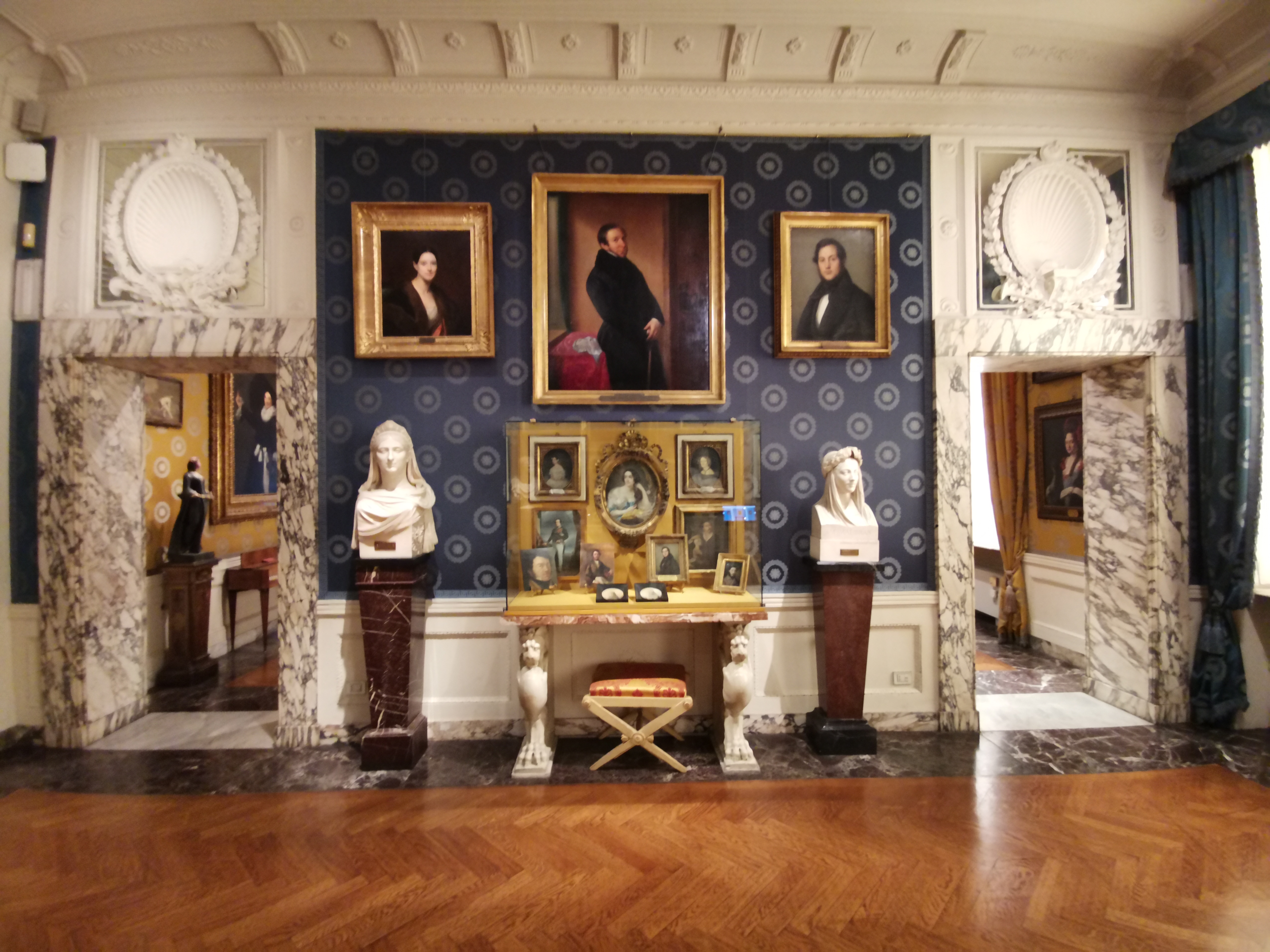
Museo Teatrale alla Scala

Das Museo Teatrale alla Scala ist ein Museum zum Themenbereich Musik und Theater in Mailand.

## Geschichte und Sammlungen
Das Museum, das sich neben dem gleichnamigen Opernhaus auf der Piazza della Scala befindet, wurde 1911 gegründet und am 8. März 1913 eröffnet. Die Grundlage ihrer Sammlung bildet eine große Privatsammlung, die zwei Jahre zuvor versteigert worden war und sowohl aus staatlichen als auch privaten Quellen beschafft wurde.
Zu den Ausstellungsgegenständen gehören Kostüme, Bühnenbilder, Partitur-Autographe und -Manuskripte. Ausgestellt sind auch Musikinstrumente von historischem Interesse sowie Gemälde von Musikern und Schauspielern sowie eine Reihe verwandter Utensilien, darunter wertvolle Keramikfiguren mit Figuren aus der Commedia dell’arte und Brettspiele, die zum Zeitvertreib im Foyer des Theaters bereitstanden.
Die Biblioteca Livia Simoni, die Bibliothek der Institution, befindet sich im zweiten Stock des Museums. Sie wurde 1952 um 54.000 Bände erweitert, die vom Autor und Kritiker des Corriere della Sera Renato Simoni (* 5. September 1875 in Verona; † 5. Juli 1952 in Mailand) gestiftet wurden; die Bibliothek wurde zu Ehren von dessen Mutter Livia benannt.
Heute umfasst sie rund 150.000 Werke zur Theatergeschichte, Oper und zum Ballett, darunter Bücher, Libretti, Zeitschriften und die Korrespondenz von Musikern, Schauspielern und Tänzern.